# ギリシャ銀行
ギリシャ銀行（ギリシャぎんこう、希：Τράπεζα της Ελλάδος）はギリシャの中央銀行。アテネに本店があり、1927年に設立され、1928年に業務を開始した。2020年に定款の有効期限が切れた。

## 概要
ギリシャ銀行は欧州中央銀行制度 (ESCB) に参加しており、3000人以上の職員を抱えている。ギリシャ銀行の主な使命は、ギリシャ国内の物価安定を確保することである。また民間銀行の監督や、ギリシャ政府の財務・会計を請け負っている。ギリシャ銀行が発行したユーロ紙幣には、発行者識別記号として N の文字が記載されている。またギリシャ銀行ではソブリン金貨の取引も行っている。
ギリシャ銀行の玄関にはギリシャ国旗と欧州旗が掲げられている。
総裁には2014年6月以降、ヤニス・ストゥルナラスが就いている。
定款の更新される年にはヤング案による賠償が終了する。定款の更新により、ソブリン危機にある投資環境が良くなるなどして、オスマン債務管理局の時代からバルカン半島へドイツが展開した積極的な投資が復活するのか注目される。　